# アイワールド
株式会社アイワールドとは、神奈川県相模原市に於いて展開していたディスカウントショップである。

## 概要
ダイクマが、創業以来の呉服店からディスカウントショップへの変革時期にある1965年4月、五十嵐由人が入社。雑貨部門の急拡大により一躍知名度を上げ、商品の1円販売等過激なディスカウント路線を確立し「湘南の暴れん坊」とも言われた。
1974年、ダイクマの株式をイトーヨーカドーが取得し経営母体が変わると五十嵐は退社、渡米してディスカウント業界を調査・研究。1975年3月、神奈川県秦野市渋沢に木造店舗を新築し創業、年商5億円。翌1976年、相模原市へ進出。「半径20キロに渡り物価が下がる」と言う画期的なチラシ等で急成長。また、この頃には盛んにTVK(テレビ神奈川)へのテレビCMもおこなっていた。
後に東京都東大和市へ進出。ビッグウエィ・スカイホーム、ダイナミック21など名称変更し愛知、岐阜、新潟、栃木などへ店舗拡大。1997年頃から業績低下のため、ショッピングタウンへ施策変更し東大和店と相模原店のみに経営注力。消費者見本市、各国の直販イベント、テレビドラマ収録等も積極的に行う。取扱い商品もロールスロイスから住宅、ブランド品、園芸、宝くじ、と広げ、おもちゃの博物館、結婚式、場外映画館、マクドナルド等多くのテナントも設置。連日に渡り企画が展開されたアイワールドタウンは話題をさらうが、過大投資も災いし2002年7月、民事再生申請。同年12月、民事再生法認定を受け東大和店を処分、相模原店のみで営業再開。再開時は日本アジア投資が筆頭株主であった。
一旦は経営再建を果たしたが、2013年5月22日に横浜地方裁判所相模原支部へ民事再生法を再度申請し、同年5月24日に民事再生手続開始決定を受けた。しかし、経営不振から脱することは出来ず、2014年10月13日をもって相模原店が閉店。これにより、全店舗が閉店となった。その後アイワールドは2015年2月に横浜地方裁判所相模原支部から民事再生手続廃止決定を受け、同年2月13日に破産手続開始決定を受けた。
相模原店本館は破産手続開始後にパチンコ店であるダイナムへ譲渡され、相模原店新館は神奈川中央交通グループが運営している商業ビル「グッディプレイス相模原」となった。アイワールドは2018年11月12日に法人格が消滅した。センタープラザは解体し、跡地にはサンフジ企画が同市小山にあった相模原住宅公園を当地に移転した

## 展開していた店舗
- 相模原店
  - 創業2年目、ボウリング場の居抜きで2店舗目として開店。1994年、業態別大型店を3店舗4館竣工しエンジョイライフショッピングセンターと総称。ボウリング場を改装した本館（カー用品売り場）、新館（日用雑貨）、センタープラザ（食品）、リバティープラザ（テナント中心）の4館で構成するホームセンターであった。
  - リバティープラザには2006年12月よりラーメンのフードテーマパーク「相模原拉麺横丁」が営業。2007年6月頃には「相模原ー麺ワールド」に名を替え、同年8月頃に休業し、営業を終了した。
- 東大和店 - 地上3階建て。1回目の民事再生申請以前、斜向いにコジマ東大和店が開店し業績が大幅低下。現在はニトリ東大和店。
- 新潟店
- 渋沢店 - 神奈川県秦野市を発祥とする最初の店舗。1975年2月、小田急小田原線渋沢駅南側に開店。1987年頃撤退したと思われる[要出典]。
- 宇都宮店